# Simón Verde
Simón Verde fue un mercader florentino que se asentó en Andalucía a finales del siglo XV y que fue amigo de la familia Colón. 

## Biografía
Su familia pertenecía al barrio florentino de San Lorenzo de Muruello y debía proceder de una familia humilde. Su hermano, Gerardo Verde, residía en Lisboa y probablemente Simón vivió allí también durante su juventud porque en sus escritos se hallan muchos portuguesismos. Se tiene constancia de su presencia en Valladolid en marzo de 1494, acompañando a la Corte, a la que surtía de brocados y terciopelos. Allí se encontró con Juanoto Berardi, compatriota suyo.
Berardi estaba en Valladolid como agente de Colón y se mueve en un círculo de marineros. Consulta con Antonio de Torres y Pero Alonso Niño todo lo relativo a las Indias y a las necesidades de la nueva colonia. En estas charlas debió encontrarse Verde, que se sintió atraído por el asunto.
Atraído por lo que le contaba Antonio de Torres, Verde escribió dos cartas a Pedro Niccoli contándole los seis primeros meses del segundo viaje de Colón. De estas cartas se deduce que Verde ya había conocido a Colón en algún momento y que era amante de narrar las cosas con exactitud. Agradado por las expectativas que le brindaba Juanoto de las Indias, Verde cobra los 75.000 maravedíes de la reina por dos cenefas para dos capas que luego donó para el monasterio de Poblet y, a mediados de ese año 1494, abandona la corte y viaja a Andalucía con Berardi. Fue, hasta 1509, probablemente, residente en Cádiz, donde había una importante colonia de florentinos, aunque probablemente realizó muchos viajes a Sevilla, de los que constan muchos posteriores a 1509 de índole comercial.
El 2 de enero de 1498 escribe una carta a un amigo suyo, mercader toscano estante en Venecia, Mateo Cini. En esa carta le relata el tercer viaje de Colón, donde hace hincapié en los factores comerciales.
Con el tiempo Verde terminó convirtiéndose en un amigo íntimo de Colón y de su familia. Fue albacea testamentario del hermano mayor de Colón, Diego Colón, y se dedicó a realizar en Castilla las compras necesarias para la casa de Bartolomé Colón en Santo Domingo. Diego, en su testamento, dejó a Simón 40.000 maravedíes. También fue amigo del clérigo Luis Fernández de Soria, buen amigo de Colón. Verde entregó a Hernando Colón la obra Triunphus Crucis, editada en Venecia en 1505.
A partir del 3 de enero de 1505 fue personero de Piero Rondinelli, para representarle en todos sus asuntos. Se cree que pudo haber realizado un viaje a las Indias o a las colonias portuguesas en África antes de 1506. El 20 de diciembre de 1510 obtuvo licencia para cargar a Indias. Viajó a Santo Domingo en la nao Santa Catalina, de la que era maestre Rodrigo Bermejo. Llevó para comerciar espadas, azadas, azadones, barretas, hachas, almocrafes y puñales de monte. En 1511 aparece el hermano menor, Bernardo Verde, para hacerse cargo de la casa comercial de Cádiz en sustitución de su hermano, y se le entregó poder para cobrar las deudas que aún tenía pendientes en esa ciudad. Bernardo realizaría un viaje a Ultramar para comerciar con arrobas de vinos.
Además, Simón Verde ejerció de banquero de los hijos del genovés en dos ocasiones. El 19 de mayo de 1520 el hijo mayor de Cristóbal, Diego Colón, se encontraba en La Coruña en un pleito contra la Corona y dio poderes a Simón Verde para que le consiguiera 300.000 maravedís, que él devolvería. El 25 de junio de 1521 Hernando Colón se encontraba en Venecia acompañando al séquito de Carlos I recibió un crédito de 200 ducados de oro de Ottavio Grimaldo por comisión de Juan Francisco de Grimaldo, dineros que le fueron dados gracias a las gestiones de Simón Verde, que actuó como su fiador.
Agustín Verde, hijo de Simón, fue criado de Diego Colón y, al morir este, de su viuda, la virreina María de Toledo.
Simón Verde mantuvo su casa en Sevilla pero pasó a residir en una hacienda del Aljarafe en un momento anterior a febrero de 1515. Allí poseía Simón Verde una finca con olivares que fue adquirida por los condes de Gelves, descendientes de su amigo Cristóbal. La hacienda, que se encuentra en Gelves, sería reconstruida en el siglo XX por el arquitecto regionalista Juan Talavera y Heredia y en sus heredades se construiría una urbanización de lujo en la década de 1970 que llevaba el nombre del comerciante; Simón Verde, urbanización que se encuentra entre los términos municipales de Mairena del Aljarafe y Gelves.